# 林圯埔撫墾局
林圯埔撫墾局為台灣撫墾局轄下的地方分支單位，成立於1886年的台灣清治時期末，為南台灣山地行政的權責機關，而局裡設委員、通事、醫生、教讀、剃頭匠等人員。